# 川崎型油槽船
川崎型油槽船（かわさきがたゆそうせん）とは、1933年（昭和8年）から1943年（昭和18年）の間に川崎造船所および川崎重工業（双方とも、以降「川崎」と略する）で建造されたタンカーの形式であるが、「川崎型油槽船」という呼称は川崎自身がつけたものではない。ウィキペディア英文版では "Kawasaki type oiler" としているが、これも英語における正式な呼称ではない。翻訳家で模型製作者でもある岩重多四郎は「東亜丸クラス」、「川崎型タンカー」と呼称している。本項では、英文版からの翻訳および実際にこの呼称を使用している書籍があることを重んじて、正式な呼称ではないものの、「川崎型油槽船」という名称を使用する。
太平洋戦争突入前に整備された1万トン級タンカー船隊において13隻もの一大勢力を誇り、いずれもが高速を誇って日本への石油輸送に任じたが、太平洋戦争のためすべて軍に徴傭された。戦争によって13隻すべてが失われたが、戦後に一隻が再生して改造の上就航した。本項では主に建造までの背景を説明し、船歴については略歴の形で一覧としてまとめている。単独項目として作成されている船に関しては、そちらも参照されたい。また付録として、同時期に建造された他の造船所建造の1万トン級タンカーについても、比較のため説明する。

## 建造までの背景
「虎丸」（スタンダード石油、531トン）に始まる日本の動力付きタンカーは、早くも1910年（明治43年）建造の「紀洋丸」（東洋汽船、9,287トン）で1万トンに迫る大きさのものができ上がっていた。1921年（大正10年）建造の「橘丸」（帝国石油、6,539トン）は「典型的近代型油槽船のひな形」とも呼ばれ、日本海軍でも大正時代末期から艦艇燃料を石炭から石油に切り替える事情があって、知床型給油艦や隠戸型給油艦を整備していた。大正から昭和初期にかけては、主に播磨造船所や横浜船渠、三菱長崎造船所で多くの大型タンカーが建造されるようになるが、性能や要目の面で統一感があったわけではなかった。飯野商事（飯野海運）が日本海軍の優秀タンカー建造政策に応えて1931年（昭和6年）に建造した「富士山丸」（飯野商事、9,527トン）は、初めて2条の縦通隔壁を渡して強度を与え、その他機器類なども新型のものを取りそろえて「当時のタンカーの標準型」と目された。その飯野商事は、「富士山丸」と特務艦「野間」の後身である「日本丸」（5,841トン）に続く3隻目の外航タンカーの整備計画を策していた。
一方、長い不況に陥っていた日本の海運業界は、1932年（昭和7年）から始まった船舶改善助成施設で一気に活気づくこととなった。ところが、この助成政策の対象となって建造される船は当初、貨客船と貨物船であって、タンカーは対象外だったが、そこに割って入ったのが日本海軍だった。もともと、船舶改善助成施設で建造される船舶には日本海軍の要求で、甲板までの高さ、船倉口の広さおよび砲を備え付けた際の強度と工事実施の際の経費が盛り込まれており、一朝有事の際には特設艦船に転用できるようになっていたのが船舶改善助成施設で建造される船舶であって、船舶改善助成施設の「裏の目的」でもあった。さきに述べた日本海軍の優秀タンカー建造政策で建造された「富士山丸」や「帝洋丸」（日東汽船、9,849トン）なども備砲設置位置や速力などの点で海軍側の要求がふんだんに盛り込まれたタンカーではあった。しかし、船舶改善助成施設適用のタンカーをこれまで民間向け大型タンカーを建造した実績のある播磨造船所や横浜船渠、三菱長崎造船所ではなく、民間向けタンカーの建造実績がなかった川崎に建造させるにいたった詳しい経緯ははっきりしない。時系列的に二通りの解釈があって、「日本海軍が飯野商事に川崎でタンカーを建造することを要請した」と、「飯野商事が川崎にタンカー建造を発注し、そこに日本海軍からの要求が盛り込まれることになった」の二つがある。いずれにせよ、川崎が海軍艦艇建造で実績のあったことから艦政本部の指導の下で当該タンカーの建造が進められ、往航時に手ぶらで航行するデメリット対策として生糸搭載スペースが設けられたが、これは有事の際には弾火薬庫に転用できるようになっていた。このように、何かと日本海軍の指導が入りつつ建造されたタンカーが、いわゆる「川崎型油槽船」であった。

## 一覧
出典は川崎の記録によるもので、順番は建造番号順である。また、「備考」欄の○印は船舶改善助成施設適用船を示し、●印は優秀船舶建造助成施設適用船を示す（#川崎型以外の1万トン級タンカーでも同様）。
| 船名   | 船主                     | 起工           | 進水           | 竣工           | 備考 |
| ------ | ------------------------ | -------------- | -------------- | -------------- | ---- |
| 東亜丸 | 飯野商事                 | 1933年4月24日  | 1934年4月2日   | 1934年6月23日  | ○    |
| 極東丸 | 飯野商事                 | 1933年11月25日 | 1934年10月11日 | 1934年12月15日 | ○    |
| 建川丸 | 川崎汽船                 | 1934年10月20日 | 1935年4月20日  | 1935年6月30日  |      |
| 日本丸 | 山下汽船                 | 1935年10月18日 | 1936年4月24日  | 1936年6月30日  |      |
| 東邦丸 | 飯野商事                 | 1936年5月1日   | 1936年10月31日 | 1936年11月24日 |      |
| 玄洋丸 | 浅野物産                 | 1937年6月12日  | 1937年12月30日 | 1938年4月28日  | ●    |
| 日栄丸 | 日東汽船                 | 1937年9月4日   | 1938年4月15日  | 1938年6月30日  | ●    |
| 東栄丸 | 日東汽船                 | 1938年4月15日  | 1938年10月24日 | 1939年2月21日  | ●    |
| 厳島丸 | 日本水産                 | 1937年4月21日  | 1937年9月4日   | 1937年12月20日 | ●    |
| 国洋丸 | 国洋汽船                 | 1938年6月17日  | 1938年12月26日 | 1939年5月16日  | ●    |
| 健洋丸 | 国洋汽船                 | 1938年6月29日  | 1939年4月5日   | 1939年10月28日 | ●    |
| 神国丸 | 神戸桟橋                 | 1938年10月25日 | 1939年12月13日 | 1940年2月28日  | ●    |
| 久栄丸 | 産業設備営団（日東汽船） | 1942年11月20日 | 1943年6月3日   | 1943年9月6日   |      |

### 特徴
船型は逓信省船舶研究所で研究されたもので、船首はやや前方に傾斜を持たせ、船尾はいわゆる「巡洋艦式」（クルーザースターン）と呼ばれる形状で、「流麗な外観を有する」ものであった。内部区画の形状は事実上前形式にあたる「富士山丸」から継承したもので、2条の縦通隔壁を渡して強度を持たせ、異種類の油を同時に搭載可能なように区切られていた。上述の弾火薬庫に転用可能な生糸搭載スペースや特殊タンクのほか、洋上給油が可能な設備も建造の時点で揃えており、いつ何時でも戦時使用ができるようになっていた。機関は最終船の「久栄丸」を除いて川崎製のMAN型ディーゼル機関1基を搭載し、「久栄丸」のみは大阪商船の貨客船「あるぜんちな丸」（12,755トン）が搭載していた三菱MS型ディーゼル機関を転用した。

### 就役
第一船「東亜丸」の竣工後、川崎では続々と同型船を建造していった。その影には、すべての同型船の建造がそうだったわけではないが、海軍出身で川崎の艦船工場長を務めていた吉岡保貞の働きがあった。一例として、浅野物産がタンカーの建造を行うか否かの検討を重ね、いったんは自重と決まったことがあった。その話を所用で上京していた吉岡が聞きつけ、同型船を繰り返し建造していることや国策を持ち出して翻意を求め、話を聞いた浅野物産は自重を撤回してタンカー「玄洋丸」の建造を決めた。吉岡はなぜ浅野物産に翻意を求めたのか。浅野物産との交渉中に行った川崎の社長である鋳谷正輔との電話の中で吉岡は、「かつて浅野物産は損得抜きで海軍に燃料を納入してくれたので、その恩に報いたい」という趣旨のことを話しており、これがきっかけで建造契約が結ばれた。山下汽船が「日本丸」を建造する際にも、海軍の斡旋があった。
会社の新規事業のために川崎型油槽船を求めたところもあった。昭和金融恐慌で破綻した川崎の影響を受けた川崎汽船は、再建の一環としてタンカー事業に乗り出し、海外船の傭船とともに「建川丸」を建造して就航させ、利益をもたらした。また共同漁業（現・日本水産）は、新たに南氷洋捕鯨を行うにあたり、捕鯨船団への補給と鯨油輸送のために優秀船舶建造助成施設を利用してタンカーを発注。これが「厳島丸」となった。その他の同型船も北アメリカやオハ、スマトラ島からの原油輸入に活躍した。運航ペースは「東亜丸」と「極東丸」を例にとると、「往航11昼夜・復航13昼夜・積み荷1日・荷揚げ2日」というもので、「その運航採算はきわめて好調であった」。もっとも、「極東丸」が1938年（昭和13年）に特設運送艦として徴傭され、また「久栄丸」の建造が空母「大鳳」建造の影響で太平洋戦争中にずれ込んだことで、同型船すべてが同じ時期に民間船として活躍することはなかった。
太平洋戦争開戦後は全船が日本海軍の特設運送艦、特設運送船（給油）および海軍徴傭船のいずれかとなり、戦禍により一旦は全て姿を消した。「極東丸」のみは戦争終結後に引き揚げられ、日本油槽船の「かりほるにあ丸」として再生し、1964年（昭和39年）まで活動した。

## 川崎型以外の1万トン級タンカー
この節では、川崎型油槽船と同時期の建造された1万トン級タンカーについて解説する。下表の「備考」欄の○印は船舶改善助成施設適用船を示し、●印は優秀船舶建造助成施設適用船を示す。
| 船名       | 船主         | 建造所         | 起工          | 進水           | 竣工           | 出典   | 備考 |
| ---------- | ------------ | -------------- | ------------- | -------------- | -------------- | ------ | ---- |
| 音羽山丸   | 三井船舶     | 三井物産造船部 | 1935年5月2日  | 1935年12月14日 | 1936年3月31日  | [ 29 ] |      |
| 御室山丸   | 三井船舶     | 三井物産造船部 | 1936年3月17日 | 1936年10月17日 | 1937年1月15日  | [ 29 ] | ○    |
| あかつき丸 | 日本海運     | 播磨造船所     | 1937年6月21日 | 1938年8月20日  | 1938年10月31日 | [ 31 ] | ●    |
| あけぼの丸 | 日本海運     | 播磨造船所     | 1938年1月25日 | 1939年6月10日  | 1939年8月15日  | [ 31 ] |      |
| 黒潮丸     | 中外海運     | 播磨造船所     | 1938年1月21日 | 1938年12月8日  | 1939年2月28日  | [ 31 ] | ●    |
| 日章丸     | 昭和タンカー | 三菱横浜船渠   | 1937年8月10日 | 1938年6月13日  | 1938年11月29日 | [ 32 ] | ●    |

### 特徴・就役
船体の特徴としては「川崎型油槽船と実質同じで、「姉妹船」」という見方がある。船舶改善助成施設や優秀船舶建造助成施設の適用、「富士山丸」以来の2条の縦通隔壁を渡して強度を持たせた点については共通しているが、川崎建造分や戦時標準船とは異なり、建造された造船所ごとにスペックなどが異なったりしている。なかでも、「日章丸」は船体の至るところに「流線形」を取り入れ、「日本油槽船の史上に残る名船」とうたわれた。また「黒潮丸」は、ディーゼル機関を搭載した他のタンカーと違ってタービン機関を搭載し、太平洋戦争中に建造された戦時標準船中の1TL型、2TL型といったタンカーが若干の例外を除いてタービン機関を搭載したため、そのプロトタイプとも言うべき存在となった。ディーゼル機関搭載船も、それぞれ建造造船所やその関連会社が製作した機関を搭載している。「音羽山丸」と「御室山丸」には流動面積減少装置が取り付けられ、また本項で紹介するタンカーの中では一番小ぶりの部類に入る。
川崎型油槽船と同じよう平時は商業航海に従事し、太平洋戦争では「音羽山丸」のみは日本陸軍の指揮下で運航され、他は日本海軍に徴傭されて行動した。この節で紹介したタンカーも全て一度は戦没し、「黒潮丸」だけが戦後に中華民国政府により浮揚されて「永灝」と改名、後にイギリス政府に接収されて給油艦「サーフ・パイロット」となっている。

## 行動略歴
「川崎型油槽船」および「川崎型以外の1万トン級タンカー」双方すべてを掲載している。
| 船名                                  | 行動略歴                | 行動略歴 |
| 船名                                  | 日付                    | 概要 |
| ------------------------------------- | ----------------------- | --- |
|                                       |                         | |
| 東亜丸                                | 1934年から1941年        | 商業航海を67航海（海軍向け38、民間向け29）を行い、725,889トン強の石油を還送                                                                               |
| 東亜丸                                | 1941年9月1日            | 日本海軍に徴傭、特設運送船 |
| 東亜丸                                | 1941年12月1日           | 第六艦隊付属 |
| 東亜丸                                | 1942年4月11日           | 連合艦隊主力部隊補給部隊 |
| 東亜丸                                | 1942年5月21日           | 連合艦隊北方部隊補給部隊 |
| 東亜丸                                | 1942年12月10日          | ショートランドで爆撃を受け、至近弾により損傷 |
| 東亜丸                                | 1943年11月25日          | 北緯08度22分 東経158度00分 / 北緯8.367度 東経158.000度の地点でアメリカ潜水艦「シーレイヴン」の雷撃により沈没                                              |
| 東亜丸                                | 1944年1月5日            | 除籍・解傭 |
|                                       |                         | |
| 極東丸 旭東丸/大八州丸 かりほるにあ丸 | 1934年から1938年        | 商業航海を35航海（海軍向け24、民間向け8）を行い、362,794トン強の石油を還送                                                                                |
| 極東丸 旭東丸/大八州丸 かりほるにあ丸 | 1938年7月1日            | 日本海軍に徴傭、特設運送艦 |
| 極東丸 旭東丸/大八州丸 かりほるにあ丸 | 開戦時                  | 第一航空艦隊補給部隊兼第一補給部隊旗艦 |
| 極東丸 旭東丸/大八州丸 かりほるにあ丸 | 1942年1月15日           | 「大八洲丸」（飯野）、「旭東丸」（海軍）と改名 |
| 極東丸 旭東丸/大八州丸 かりほるにあ丸 | 1944年2月25日           | アメリカ潜水艦「ホー」の雷撃により損傷、6月18日まで昭南（シンガポール）で修理                                                                             |
| 極東丸 旭東丸/大八州丸 かりほるにあ丸 | 1944年5月6日            | 第一機動艦隊補給部隊 |
| 極東丸 旭東丸/大八州丸 かりほるにあ丸 | 1944年8月10日から9月1日 | ヒ71船団加入 |
| 極東丸 旭東丸/大八州丸 かりほるにあ丸 | 1944年9月1日から9月20日 | 「神威」船団加入、マニラ回航 |
| 極東丸 旭東丸/大八州丸 かりほるにあ丸 | 1944年9月21日           | マニラにてアメリカ第38任務部隊機の空襲により大破、放棄 |
| 極東丸 旭東丸/大八州丸 かりほるにあ丸 | 1945年3月10日           | 除籍・解傭 |
| 極東丸 旭東丸/大八州丸 かりほるにあ丸 | 1951年                  | 船体引き揚げ、日本油槽船が購入 |
| 極東丸 旭東丸/大八州丸 かりほるにあ丸 | 1952年9月5日            | 日立造船桜島工場で修理・改造完成。「かりほるにあ丸」と命名                                                                                                |
| 極東丸 旭東丸/大八州丸 かりほるにあ丸 | 1964年7月21日           | 除籍・解体 |
|                                       |                         | |
| 建川丸                                | 1935年から1941年        | 商業航海を55航海（海軍向け38、民間向け17）を行い、698,586トンの石油を還送                                                                                 |
| 建川丸                                | 1941年12月20日          | 日本海軍に徴傭、一般徴傭船 |
| 建川丸                                | 1943年9月1日            | 特設運送船 |
| 建川丸                                | 1944年5月3日            | 第一機動艦隊付属 |
| 建川丸                                | 1944年5月24日           | 北緯05度46分01秒 東経125度42分01秒 / 北緯5.76694度 東経125.70028度の地点でアメリカ潜水艦「ガーナード」の雷撃により沈没                                    |
| 建川丸                                | 1944年7月20日           | 除籍・解傭 |
|                                       |                         | |
| 日本丸                                | 1936年から1941年        | 商業航海 |
| 日本丸                                | 1941年9月7日            | 日本海軍に徴傭、特設運送船 |
| 日本丸                                | 開戦時                  | 第一航空艦隊補給部隊第二補給隊 |
| 日本丸                                | 1944年1月14日           | 北緯05度02分 東経140度43分 / 北緯5.033度 東経140.717度の地点でアメリカ潜水艦「スキャンプ」の雷撃により沈没                                                |
| 日本丸                                | 1944年3月10日           | 除籍・解傭 |
|                                       |                         | |
| 東邦丸                                | 1936年から1941年        | 商業航海を51航海（海軍向け34、民間向け17）を行い、503,206トン強の石油を還送                                                                               |
| 東邦丸                                | 1941年8月20日           | 日本海軍に徴傭、特設運送船 |
| 東邦丸                                | 開戦時                  | 第一航空艦隊補給部隊第二補給隊旗艦 |
| 東邦丸                                | 1942年3月10日           | 連合艦隊南洋部隊 |
| 東邦丸                                | 1943年3月29日           | 南緯00度30分 東経118度26分 / 南緯0.500度 東経118.433度の地点でアメリカ潜水艦「ガジョン」の雷撃により沈没                                                  |
| 東邦丸                                | 1943年5月1日            | 除籍・解傭 |
|                                       |                         | |
| 玄洋丸                                | 1938年から1941年        | 商業航海 |
| 玄洋丸                                | 1941年11月20日          | 日本海軍に徴傭、特設運送船 |
| 玄洋丸                                | 1941年12月1日           | 連合艦隊南方部隊補給部隊 |
| 玄洋丸                                | 1942年2月20日           | 鵝鑾鼻近海で陸軍輸送船「だかあ丸」（日本郵船、7,169トン）と衝突                                                                                           |
| 玄洋丸                                | 1942年5月21日           | 連合艦隊攻略部隊補給隊 |
| 玄洋丸                                | 1944年5月6日            | 第一機動艦隊補給部隊 |
| 玄洋丸                                | 1944年6月20日           | アメリカ第58任務部隊機の爆撃を受け航行不能、北緯15度35分 東経133度30分 / 北緯15.583度 東経133.500度の地点で駆逐艦「卯月」により砲撃処分（マリアナ沖海戦） |
| 玄洋丸                                | 1944年8月10日           | 除籍・解傭（8月20日） |
|                                       |                         | |
| 日栄丸                                | 1938年から1941年        | 商業航海 |
| 日栄丸                                | 1941年10月31日          | 日本海軍に徴傭、特設運送船 |
| 日栄丸                                | 1941年12月1日           | 連合艦隊南方部隊補給部隊 |
| 日栄丸                                | 1942年8月17日           | アメリカ潜水艦「ガジョン」の雷撃により損傷 |
| 日栄丸                                | 1944年5月6日            | 第一機動艦隊補給部隊 |
| 日栄丸                                | 1944年10月16日          | 第一遊撃部隊補給部隊 |
| 日栄丸                                | 1944年12月14日          | 第二遊撃部隊付属 |
| 日栄丸                                | 1945年1月6日            | 北緯06度45分 東経102度55分 / 北緯6.750度 東経102.917度の地点でアメリカ潜水艦「ベスゴ」の雷撃により沈没                                                    |
| 日栄丸                                | 1945年3月10日           | 除籍・解傭 |
|                                       |                         | |
| 東栄丸                                | 1939年から1940年        | 商業航海 |
| 東栄丸                                | 1940年12月23日          | 日本海軍に徴傭、特設運送船 |
| 東栄丸                                | 1941年7月1日            | 特設運送艦 |
| 東栄丸                                | 1941年10月15日          | 特設運送船 |
| 東栄丸                                | 開戦時                  | 第一航空艦隊補給部隊第二補給隊 |
| 東栄丸                                | 1942年4月11日           | 連合艦隊主力部隊補給隊 |
| 東栄丸                                | 1943年1月18日           | 北緯06度19分 東経150度15分 / 北緯6.317度 東経150.250度の地点でアメリカ潜水艦「シルバーサイズ」の雷撃により沈没                                            |
| 東栄丸                                | 1943年4月1日            | 除籍・解傭 |
|                                       |                         | |
| 厳島丸                                | 1937年から1941年        | 商業航海（捕鯨船団随伴など） |
| 厳島丸                                | 1941年11月22日          | 日本海軍に徴傭、一般徴傭船 |
| 厳島丸                                | 1943年9月1日            | 特設運送船 |
| 厳島丸                                | 1944年5月9日            | 第一機動艦隊補給部隊 |
| 厳島丸                                | 1944年6月22日           | アメリカ潜水艦「ナーワル」の雷撃により損傷 |
| 厳島丸                                | 1944年10月16日          | 第一遊撃部隊補給部隊 |
| 厳島丸                                | 1944年10月26日          | 北緯07度17分 東経116度45分 / 北緯7.283度 東経116.750度の地点でアメリカ潜水艦「バーゴール」の雷撃により大破                                                |
| 厳島丸                                | 1944年11月1日           | 退避先のボルネオ島マルツ湾で爆撃を受け沈没 |
| 厳島丸                                | 1944年12月10日          | 除籍・解傭 |
|                                       |                         | |
| 国洋丸                                | 1939年から1940年        | 商業航海 |
| 国洋丸                                | 1940年11月16日          | 日本海軍に徴傭、特設運送船 |
| 国洋丸                                | 1941年6月15日           | 特設運送艦 |
| 国洋丸                                | 1941年10月15日          | 特設運送船 |
| 国洋丸                                | 開戦時                  | 第一航空艦隊補給部隊第一補給隊 |
| 国洋丸                                | 1944年5月6日            | 第一機動艦隊補給部隊 |
| 国洋丸                                | 1944年7月30日           | 北緯06度07分 東経120度00分 / 北緯6.117度 東経120.000度の地点でアメリカ潜水艦「ボーンフィッシュ」の雷撃により沈没                                          |
| 国洋丸                                | 1944年9月10日           | 除籍・解傭（9月20日） |
|                                       |                         | |
| 健洋丸                                | 1939年から1941年        | 商業航海 |
| 健洋丸                                | 1941年8月17日           | 日本海軍に徴傭、特設運送船 |
| 健洋丸                                | 開戦時                  | 第一航空艦隊補給部隊第一補給隊 |
| 健洋丸                                | 1944年1月14日           | 北緯05度23分 東経141度32分 / 北緯5.383度 東経141.533度の地点でアメリカ潜水艦「ガードフィッシュ」の雷撃により沈没                                          |
| 健洋丸                                | 1944年3月10日           | 除籍・解傭 |
|                                       |                         | |
| 神国丸                                | 1940年から1941年        | 商業航海（川崎汽船の傭船） |
| 神国丸                                | 1941年8月18日           | 日本海軍に徴傭、特設運送船 |
| 神国丸                                | 開戦時                  | 第一航空艦隊補給部隊第一補給隊 |
| 神国丸                                | 1942年8月17日           | アメリカ潜水艦「ガジョン」の雷撃により損傷 |
| 神国丸                                | 1943年7月7日            | アメリカ潜水艦「ピート」の雷撃により損傷 |
| 神国丸                                | 1944年2月17日           | トラック諸島にてアメリカ第58任務部隊機の空襲により沈没（トラック島空襲）                                                                                  |
| 神国丸                                | 1944年3月31日           | 除籍・解傭 |
|                                       |                         | |
| 久栄丸                                | 1943年10月15日          | 海軍に入籍、特設運送船 |
| 久栄丸                                | 1943年12月21日          | ヒ27船団加入 |
| 久栄丸                                | 1943年12月27日          | 北緯21度25分 東経118度05分 / 北緯21.417度 東経118.083度の地点でアメリカ潜水艦「フライングフィッシュ」の雷撃により沈没                                     |
| 久栄丸                                | 1944年2月5日            | 除籍・解傭 |
|                                       |                         | |
| 音羽山丸                              | 1939年から1941年        | 商業航海 |
| 音羽山丸                              | 1941年12月              | 日本陸軍徴傭船 |
| 音羽山丸                              | 1943年10月              | 解傭・船舶運営会使用船 |
| 音羽山丸                              | 1944年12月8日           | ヒ82船団加入 |
| 音羽山丸                              | 1944年12月22日          | 北緯15度02分 東経109度08分 / 北緯15.033度 東経109.133度の地点でアメリカ潜水艦「フラッシャー」の雷撃により沈没                                             |
|                                       |                         | |
| 御室山丸                              | 1939年から1941年        | 商業航海 |
| 御室山丸                              | 1942年1月12日           | 日本海軍に徴傭、一般徴傭船 |
| 御室山丸                              | 1943年9月1日            | 特設運送船 |
| 御室山丸                              | 1944年12月8日           | ヒ82船団加入 |
| 御室山丸                              | 1944年12月22日          | 北緯15度02分 東経109度08分 / 北緯15.033度 東経109.133度の地点でアメリカ潜水艦「フラッシャー」の雷撃により沈没                                             |
| 御室山丸                              | 1945年2月1日            | 解傭・除籍（2月10日） |
|                                       |                         | |
| あかつき丸                            | 1938年から1941年        | 商業航海 |
| あかつき丸                            | 1941年11月17日          | 日本海軍に徴傭、一般徴傭船 |
| あかつき丸                            | 1943年5月28日           | 北緯27度40分 東経125度55分 / 北緯27.667度 東経125.917度の地点でアメリカ潜水艦「ソーリー」の雷撃により沈没                                                 |
| あかつき丸                            | 1943年6月30日           | 解傭 |
|                                       |                         | |
| あけぼの丸                            | 1939年から1941年        | 商業航海 |
| あけぼの丸                            | 1941年12月7日           | 日本海軍に徴傭、特設運送船 |
| あけぼの丸                            | 1942年3月10日           | 連合艦隊南方部隊補給隊 |
| あけぼの丸                            | 1942年5月21日           | 連合艦隊攻略部隊補給隊 |
| あけぼの丸                            | 1942年6月4日            | ミッドウェー島近海で航空機からの雷撃を受けて損傷（ミッドウェー海戦）                                                                                      |
| あけぼの丸                            | 1943年6月9日            | アメリカ潜水艦「グリーンリング」の雷撃により損傷 |
| あけぼの丸                            | 1944年1月7日            | アメリカ潜水艦「レイトン」の雷撃により損傷 |
| あけぼの丸                            | 1944年3月30日           | パタ07船団加入 |
| あけぼの丸                            | 1944年3月31日           | パラオにてアメリカ第58任務部隊機の空襲により沈没（パラオ大空襲）                                                                                          |
| あけぼの丸                            | 1944年5月10日           | 除籍・解傭 |
|                                       |                         | |
| 黒潮丸                                | 1939年から1941年        | 商業航海 |
| 黒潮丸                                | 1941年8月15日           | 日本海軍に徴傭、特設運送船 |
| 黒潮丸                                | 1941年12月1日           | 連合艦隊南方部隊補給隊 |
| 黒潮丸                                | 1942年3月20日           | 除籍 |
| 黒潮丸                                | 1942年5月1日            | 解傭 |
| 黒潮丸                                | （時期不詳）            | 日本陸軍徴傭船 |
| 黒潮丸                                | 1944年12月31日          | ヒ87船団加入 |
| 黒潮丸                                | 1945年1月21日           | 高雄にてアメリカ第38任務部隊機の空襲により沈没 |
| 黒潮丸                                | 1947年から1948年6月     | 中華民国が船体引き揚げ、中國油輪公司が取得 |
| 黒潮丸                                | 1948年7月から1951年4月  | ホンコン・アンド・ワンポア・ドック造船所（黄埔船廠）で修理                                                                                                |
| 黒潮丸                                | 1951年4月               | イギリス政府が徴用、イギリス海軍補助艦隊の給油艦「サーフ・パイロット」と改名                                                                              |
| 黒潮丸                                | 1960年3月               | 除籍 |
|                                       |                         | |
| 日章丸                                | 1938年から1941年        | 商業航海 |
| 日章丸                                | 1942年2月23日           | 日本海軍に徴傭、特設運送船 |
| 日章丸                                | 1942年10月24日          | アメリカ潜水艦「トリガー」の雷撃により損傷 |
| 日章丸                                | 1943年7月19日           | 第三艦隊補給部隊 |
| 日章丸                                | 1943年11月3日           | カビエン近海で爆撃により損傷 |
| 日章丸                                | 1944年2月25日           | 北緯05度50分 東経126度00分 / 北緯5.833度 東経126.000度の地点でアメリカ潜水艦「ホー」の雷撃により沈没                                                      |
| 日章丸                                | 1944年3月31日           | 除籍・解傭 |

## 要目一覧
「川崎型油槽船」および「川崎型以外の1万トン級タンカー」双方すべてを掲載している。
| 船名       | 総トン数/ (載貨重量トン数) | 全長/垂線間長            | 型幅    | 型深    | 主機/馬力（最大）                                             | 最大速力      | 出典                  |
| ---------- | -------------------------- | ------------------------ | ------- | ------- | ------------------------------------------------------------- | ------------- | --------------------- |
| 東亜丸     | 10,052トン （13,747トン）  | 158.1 m Loa 152.4 m Lpp  | 19.81 m | 11.28 m | 川崎MAN型 D8Z-70/120 ディーゼル機関1基1軸 8,611 馬力          | 18.4 ノット   | [ 82 ] [ 83 ]         |
| 極東丸     | 10,051トン （12,192トン）  | 158.1 m Loa 152.4 m Lpp  | 19.81 m | 11.28 m | 川崎MAN型 D8Z-70/120 ディーゼル機関1基1軸 8,963 馬力          | 18.4 ノット   | [ 82 ] [ 84 ]         |
| 建川丸     | 10,090トン （13,691トン）  | 153.1 m Lpp              | 19.81 m | 11.3 m  | 川崎MAN型 D8Z-70/120 ディーゼル機関1基1軸 10,733 馬力         | 20.5 ノット   | [ 85 ] [ 86 ]         |
| 日本丸     | 9,974トン （13,553トン）   | 160.2 m Loa 153.39 m Lpp | 19.8 m  | 11.32 m | 川崎MAN型 D8Z-70/120 ディーゼル機関1基1軸 9,773 馬力          | 19.2 ノット   | [ 85 ] [ 87 ]         |
| 東邦丸     | 9,997トン （13,431トン）   | 160.2 m Loa 153.39 m Lpp | 19.8 m  | 11.32 m | 川崎MAN型 D8Z-70/120 ディーゼル機関1基1軸 9,903 馬力          | 20.1 ノット   | [ 82 ] [ 88 ]         |
| 玄洋丸     | 10,018トン （13,573トン）  | 160.2 m Loa 153.39 m Lpp | 19.8 m  | 11.32 m | 川崎MAN型 D8Z-70/120 ディーゼル機関1基1軸 11,000 馬力         | 19.6 ノット   | [ 85 ] [ 89 ]         |
| 日栄丸     | 10,020トン （13,450トン）  | 160.2 m Loa 153.39 m Lpp | 19.8 m  | 11.32 m | 川崎MAN型 D8Z-70/120 ディーゼル機関1基1軸 11,630 馬力         | 19.97 ノット  | [ 90 ] [ 91 ]         |
| 東栄丸     | 10,022トン （13,450トン）  | 160.2 m Loa 153.39 m Lpp | 19.8 m  | 11.32 m | 川崎MAN型 D8Z-70/120 ディーゼル機関1基1軸 11,280 馬力         | 19.373 ノット | [ 90 ] [ 92 ]         |
| 厳島丸     | 10,006トン （13,399トン）  | 160.2 m Loa 153.39 m Lpp | 19.8 m  | 11.32 m | 川崎MAN型 D8Z-70/120 ディーゼル機関1基1軸 11,000 馬力         | 19.7 ノット   | [ 90 ] [ 93 ]         |
| 国洋丸     | 10,026トン （13,539トン）  | 160.2 m Loa 153.39 m Lpp | 19.8 m  | 11.32 m | 川崎MAN型 D8Z-70/120 ディーゼル機関1基1軸 11,405 馬力         | 19.5 ノット   | [ 36 ] [ 94 ]         |
| 健洋丸     | 10,024トン （13,579トン）  | 160.2 m Loa 153.39 m Lpp | 19.8 m  | 11.32 m | 川崎MAN型 D8Z-70/120 ディーゼル機関1基1軸 11,045 馬力         | 20.2 ノット   | [ 36 ] [ 95 ]         |
| 神国丸     | 10,020トン （13,587トン）  | 160.2 m Loa 153.39 m Lpp | 19.8 m  | 11.32 m | 川崎MAN型 D8Z-70/120 ディーゼル機関1基1軸 11,565 馬力         | 19.7 ノット   | [ 36 ] [ 96 ]         |
| 久栄丸     | 10,171トン （13,989トン）  | 160.2 m Loa 153.39 m Lpp | 19.8 m  | 11.32 m | 三菱 MS11-72/125 ディーゼル機関1基1軸 7,360 馬力              | 17.6 ノット   | [ 97 ]                |
| 音羽山丸   | 9,204トン （11,925トン）   | 149.79 m Lpp             | 19.81 m | 10.97 m | 三井B&W型 ディーゼル機関1基1軸 9,039 馬力                     | 18.8 ノット   | [ 90 ] [ 98 ]         |
| 御室山丸   | 9,204トン （11,913トン）   | 149.79 m Lpp             | 19.81 m | 10.97 m | 三井B&W型 ディーゼル機関1基1軸 8,360 馬力                     | 19.09 ノット  | [ 90 ] [ 99 ]         |
| あかつき丸 | 10,110トン （14,236トン）  | 160.2 m Loa 153.78 m Lpp | 19.81 m | 11.43 m | 神鋼スルザー型 4気筒ディーゼル機関1基1軸 10,678 馬力          | 20.1 ノット   | [ 31 ] [ 36 ] [ 100 ] |
| あけぼの丸 | 10,121トン （14,225トン）  | 160.2 m Loa 153.78 m Lpp | 19.81 m | 11.43 m | 神鋼スルザー型 4気筒ディーゼル機関1基1軸 10,820 馬力          | 20.0 ノット   | [ 31 ] [ 36 ] [ 101 ] |
| 黒潮丸     | 10,518トン （14,960トン）  | 160.2 m Loa 153.82 m Lpp | 20.12 m | 11.43 m | 川崎式ラ・モント汽缶3基 石川島二段減速タービン1基 11,855 馬力 | 20.6 ノット   | [ 31 ] [ 36 ] [ 102 ] |
| 日章丸     | 10,526トン （14,055トン）  | 169.0 m Loa 159.0 m Lpp  | 20.0 m  | 12.0 m  | 三菱横浜MAN型 ディーゼル機関1基1軸 11,777 馬力                | 19.6 ノット   | [ 36 ] [ 103 ]        |

## ギャラリー

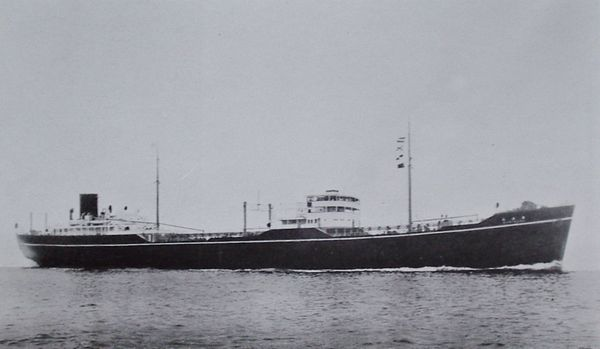
「東亜丸」
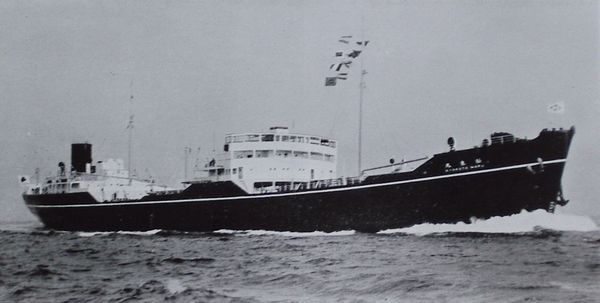
「極東丸/旭東丸」
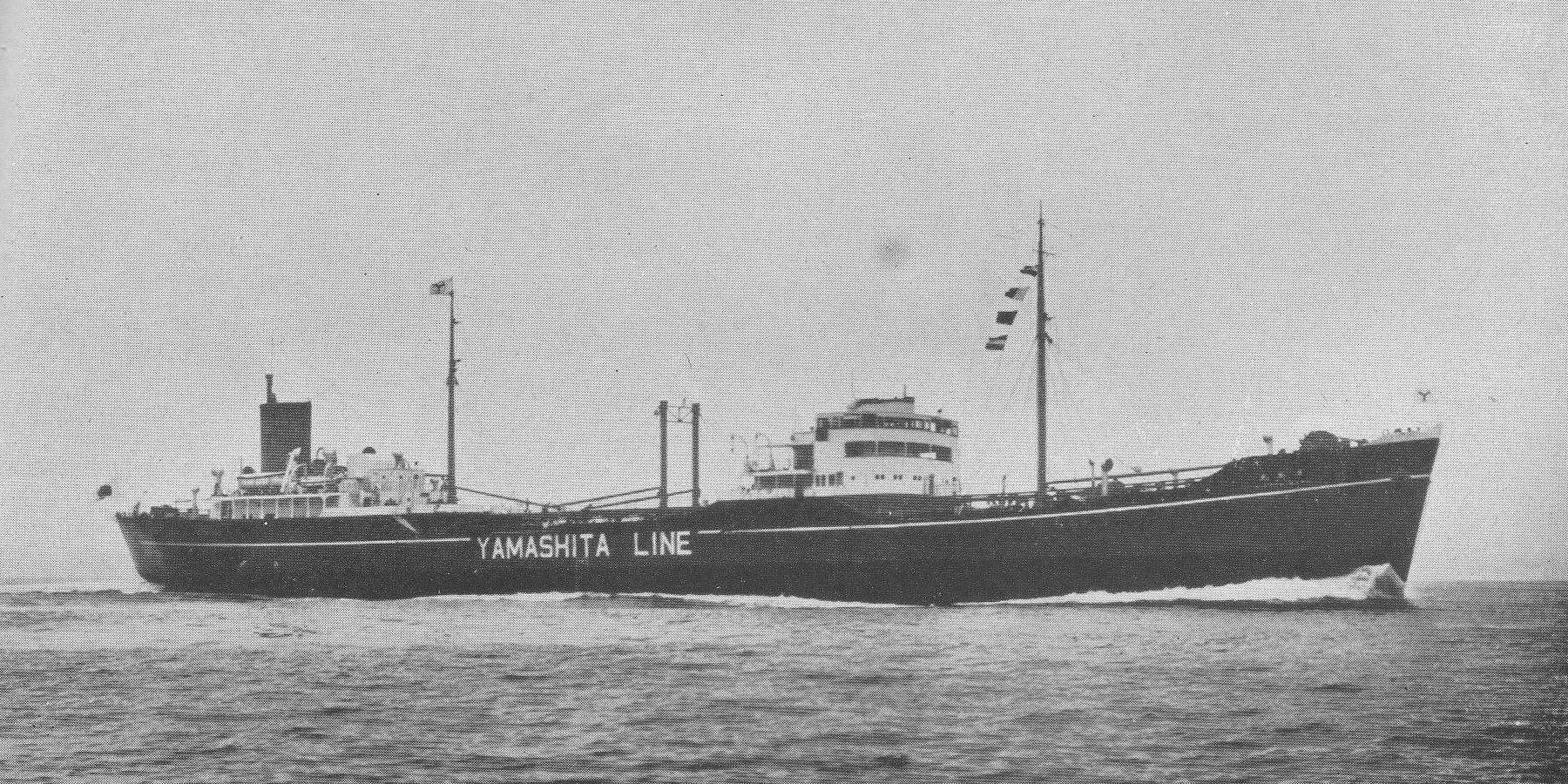
平時の「日本丸」
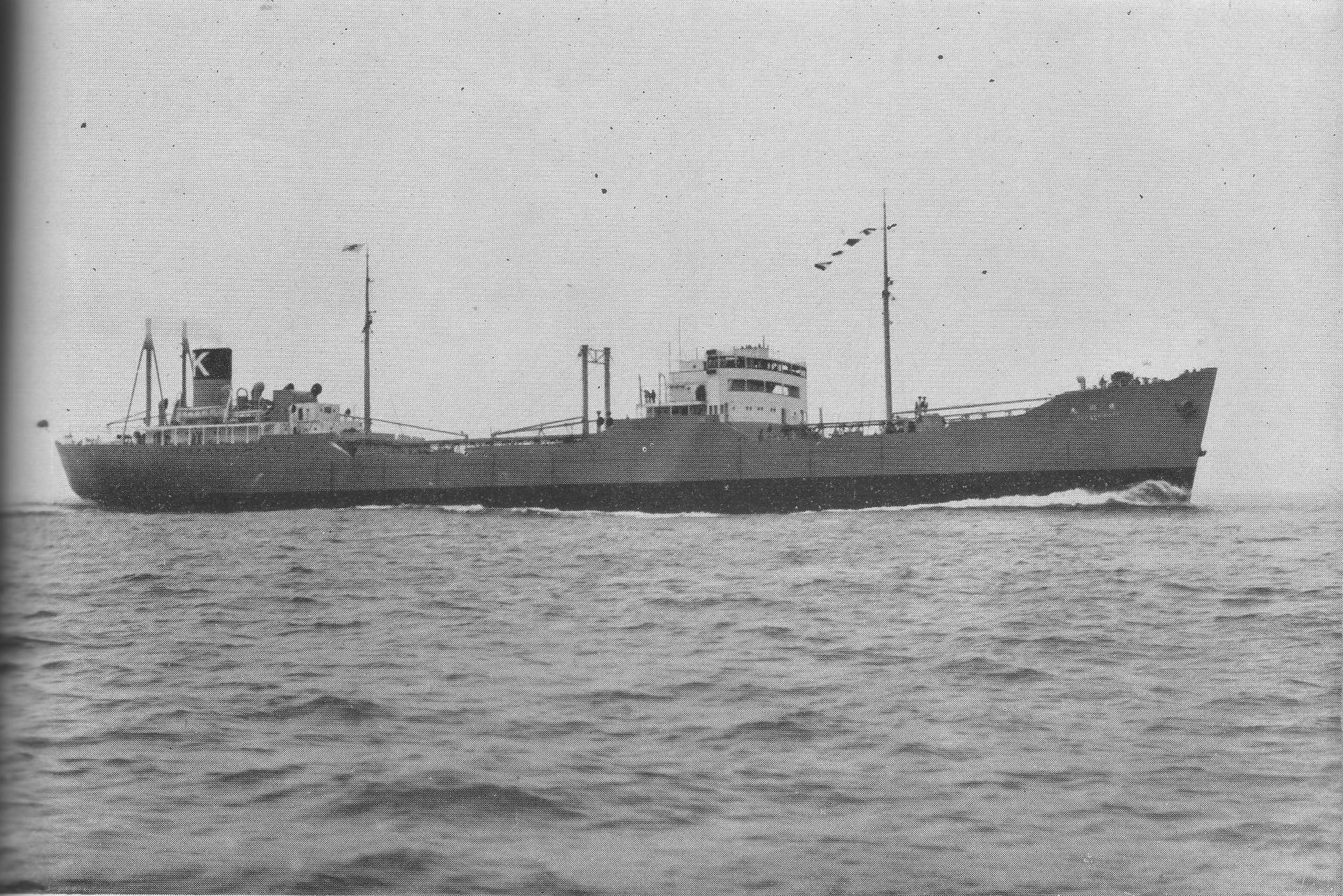
「建川丸」
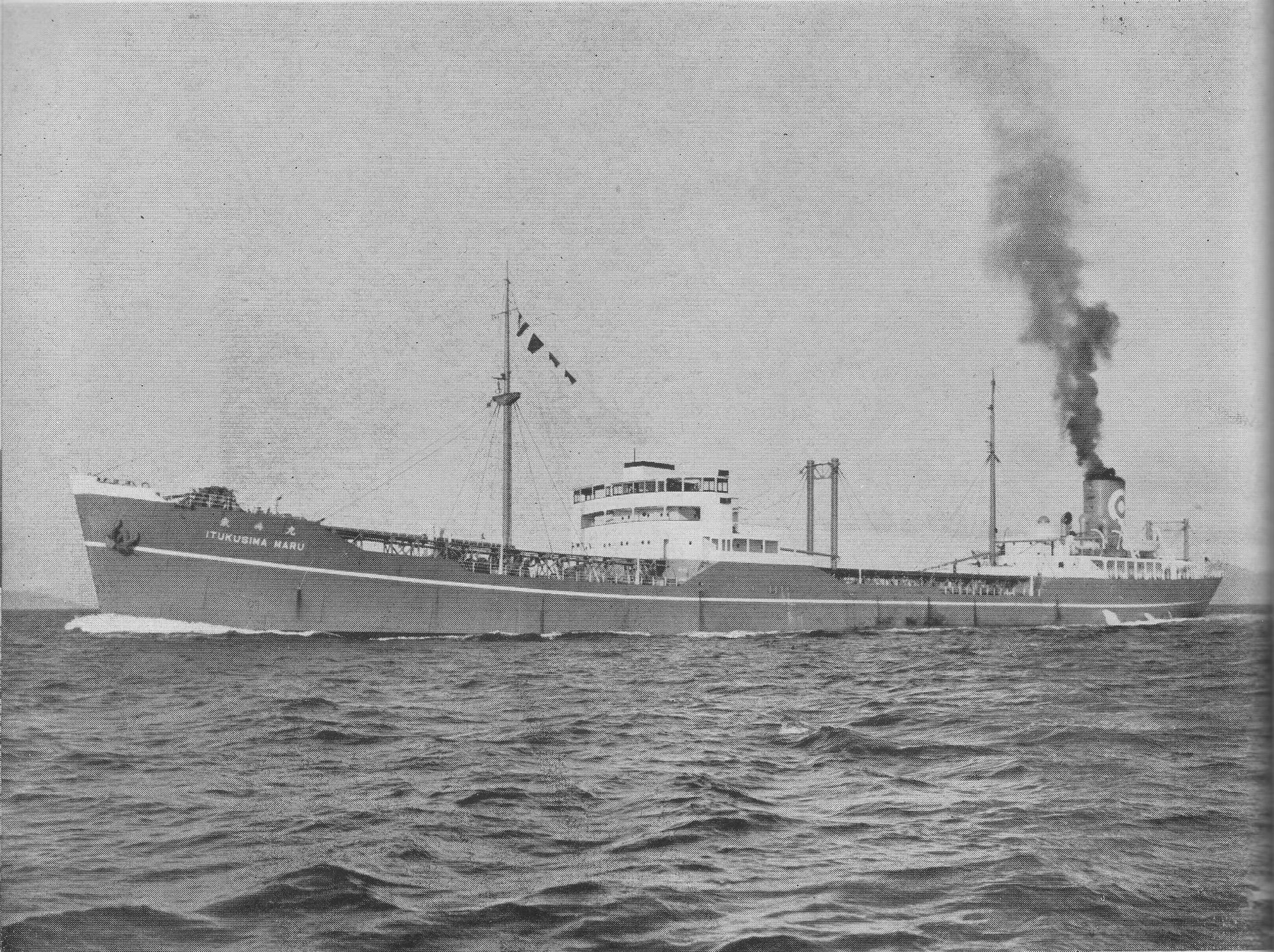
「厳島丸」
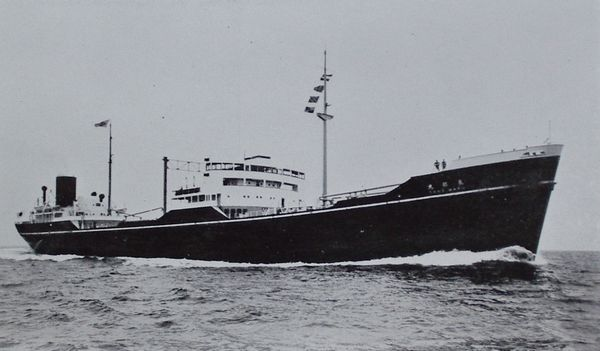
「東邦丸」
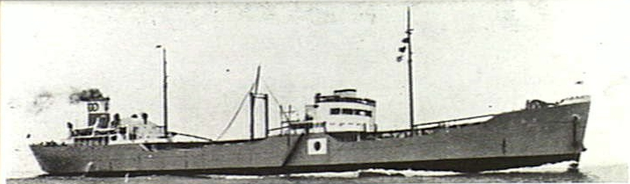
平時の「神国丸」
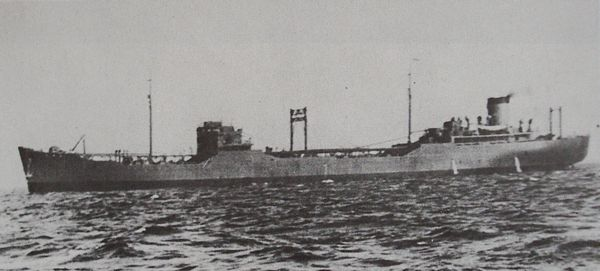
「東栄丸」（1941年2月）
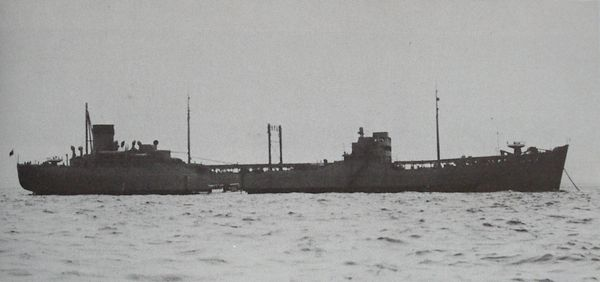
「神国丸」（1941年9月）
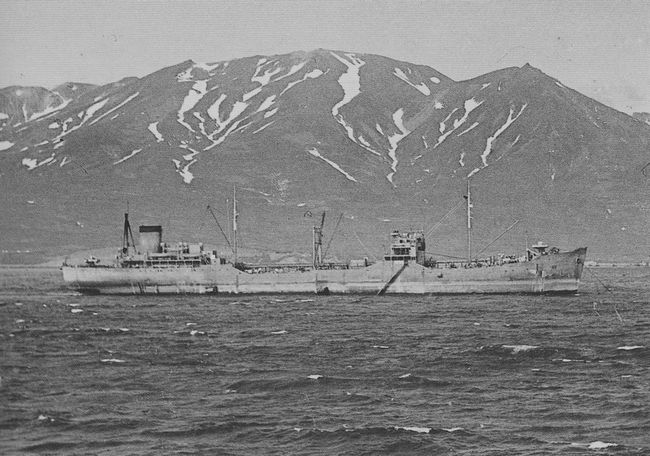
「日本丸」（1943年6月）
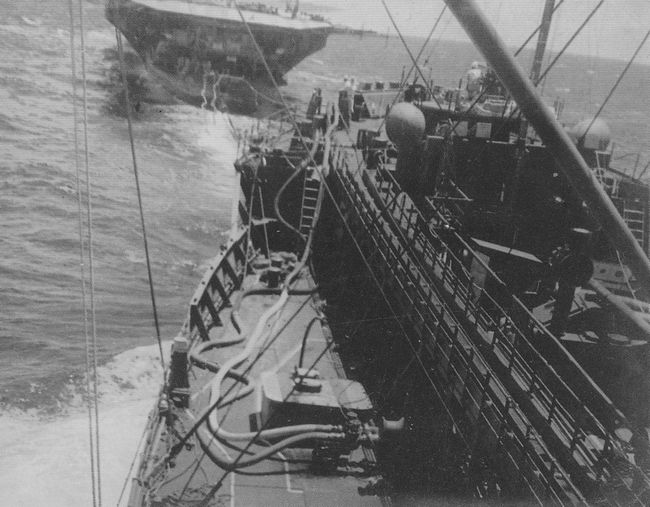
空母「飛龍」に縦曳き給油を行う「旭東丸」（1942年6月）
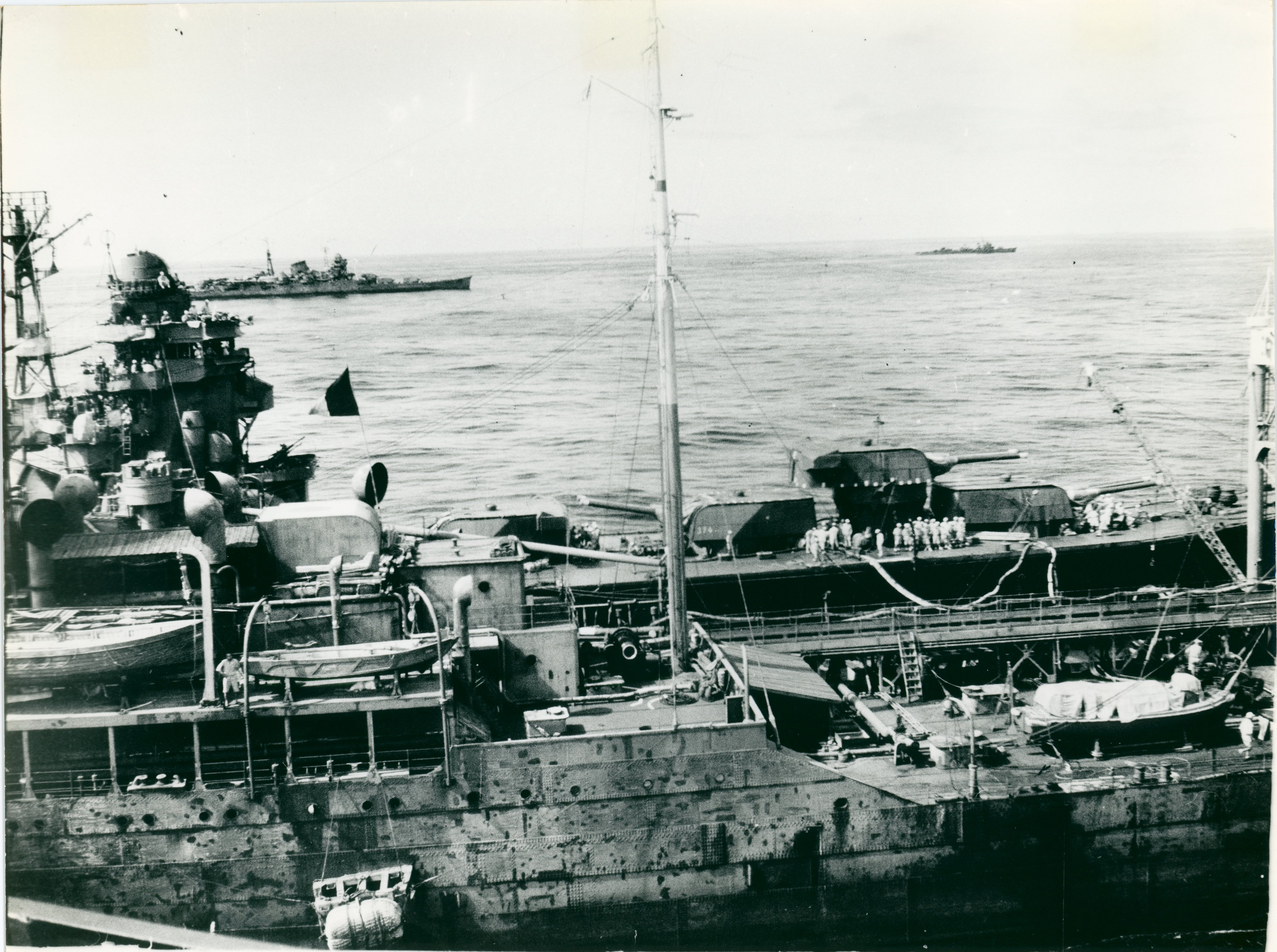
重巡洋艦「利根」に横曳き給油を行う「国洋丸」（1944年6月）